# Alexa & Katie
Alexa & Katie är en amerikansk TV-serie, producerad för Netflix. Serien är skapad av Heather Wordham, med Matthew Carlson som showrunner. Paris Berelc och Isabel May spelar de två huvudrollerna Alexa och Katie.
Serien hade premiär på Netflix den 23 mars 2018, för att sedan avslutas den 13 juni 2020.

## Rollista (i urval)
| Roll            | Skådespelare     | Svensk röst                                     |
| --------------- | ---------------- | ----------------------------------------------- |
| Alexa Mendoza   | Paris Berelc     | Dominique Pålsson Wiklund                       |
| Katie Cooper    | Isabel May       | Mikaela Tidermark Nelson                        |
| Jennifer Cooper | Jolie Jenkins    | Anna Engh                                       |
| Lucas Mendoza   | Emery Kelly      | Simon Iversen Sannemark                         |
| Dave Mendoza    | Eddie Shin       | Mathias Blad (del 1-2) Joakim Jennefors (del 3) |
| Jack Cooper     | Finn Carr        | Ville Siljeholm (del 1-2) Zion Stadell (del 3)  |
| Lori Mendoza    | Tiffani Thiessen | Jennie Jahns                                    |
| Dylan Greene    | Jack Griffo      | Jesper Adefelt (del 1-2) Leo Hallerstam (del 3) |
| Gwenny Thompson | Kerri Medders    | Alexandra Nylén Bonnier                         |
| Reagan Ross     | Iman Benson      | Josefine Götestam                               |

- Svensk röstregi – Anders Öjebo (del 1), Daniel Bergfalk (del 2)
- Regissör och tekniker – Jonas Jakobsen (del 3)
- Översättning – Anna Engh (del 1-2), Mia Hansson (del 3)
- Svensk version producerad av Voice & Script International via Wim Pel Productions BV och inspelad i KM Studio (del 1-2), Eurotroll AB (del 3)[2]